# Maciej Petruczenko
Maciej Jakub Petruczenko (ur. 27 października 1946 w Międzyrzecu Podlaskim, zm. 27 stycznia 2025 w Warszawie) – polski dziennikarz sportowy.

## Życiorys
W 1969 ukończył studia na Wydziale Prawa i Administracji Uniwersytetu Warszawskiego, w 1971 podyplomowe studia dziennikarskie tamże. Od 1970 pracował w Przeglądzie Sportowym, gdzie zajmował się przede wszystkim lekką atletyką oraz ruchem olimpijskim. W 1973 założył piłkarską drużynę dziennikarzy FC Publikator. W 1991 otrzymał przyznawaną przez Klub Dziennikarzy Sportowych Nagrodę Główną Złotego Pióra. Był członkiem Association of Track and Field Statisticians. Od 1991 był także związany z lokalną prasą warszawską – pismami Pasmo, a następnie Passa, w których był redaktorem naczelnym. W 2021 został honorowym redaktorem naczelnym Przeglądu Sportowego.
Zmarł 27 stycznia 2025 roku w Warszawie. Powodem śmierci był udar mózgu. Mimo że kilka dni wcześniej trafił do szpitala, nie udało się go odratować. Został pochowany na cmentarzu w Rembertowie. W uroczystościach pogrzebowych uczestniczyli m.in.: Andrzej Strejlau, Robert Korzeniowski i  Tomasz Majewski.

## Nagrody i odznaczenia
W 2001 został odznaczony Krzyżem Kawalerskim Orderu Odrodzenia Polski (M.P. z 2001, nr 23, poz. 406).
Laureat Nagrody im. Bohdana Tomaszewskiego (Grand Press) za rok 2020.